# العلاقات الإيطالية الجيبوتية
العلاقات الإيطالية الجيبوتية هي العلاقات الثنائية التي تجمع بين إيطاليا وجيبوتي.

## مقارنة بين البلدين
هذه مقارنة عامة ومرجعية للدولتين:
| وجه المقارنة                                              | إيطاليا                                                  | جيبوتي                    |
| --------------------------------------------------------- | -------------------------------------------------------- | ------------------------- |
| المساحة (كم2)                                             | 301.34 ألف                                               | 23.20 ألف                 |
| عدد السكان (نسمة)                                         | 60.60 مليون                                              | 956.99 ألف                |
| الكثافة السكانية (ن./كم²)                                 | 201.1                                                    | 41.25                     |
| العاصمة                                                   | روما، فلورنسا، تورينو                                    | جيبوتي                    |
| اللغة الرسمية                                             | اللغة الإيطالية                                          | لغة فرنسية، اللغة العربية |
| العملة                                                    | يورو، ليرة إيطالية                                       | فرنك جيبوتي               |
| الناتج المحلي الإجمالي (بليون دولار)                      | 1.93 تريليون                                             | 1.84 مليار                |
| الناتج المحلي الإجمالي (تعادل القوة الشرائية) بليون دولار | 2.26 تريليون                                             | 3.10 مليار                |
| الناتج المحلي الإجمالي الاسمي للفرد دولار أمريكي          | 29.96 ألف                                                | 1.95 ألف                  |
| الناتج المحلي الإجمالي للفرد دولار أمريكي                 | 35.46 ألف                                                | 3.27 ألف                  |
| مؤشر التنمية البشرية                                      | 0.873                                                    | 0.470                     |
| رمز المكالمات الدولي                                      | +39                                                      | +253                      |
| رمز الإنترنت                                              | .it                                                      | .dj                       |
| المنطقة الزمنية                                           | توقيت وسط أوروبا، ت ع م+01:00، ت ع م+02:00، أوروبا/روما ‏ | ت ع م+03:00               |

## مدن متوأمة
في ما يلي قائمة باتفاقيات التوأمة بين مدن إيطالية وجيبوتية:
- ترتبط ريميني مع جيبوتي باتفاقية توأمة.
- ترتبط لامبيدوزا ولينوزا مع وع [الإنجليزية]‏ باتفاقية توأمة.

## منظمات دولية مشتركة
يشترك البلدان في عضوية مجموعة من المنظمات الدولية، منها:
| علم المنظمة | اسم المنظمة                        | تاريخ انضمام إيطاليا | تاريخ انضمام جيبوتي |
| ----------- | ---------------------------------- | -------------------- | ------------------- |
|             | يونسكو                             | ?                    | 31 أغسطس 1989       |
|             | مؤسسة التمويل الدولية              | 27 ديسمبر 1956       | 1 أكتوبر 1980       |
|             | منظمة حظر الأسلحة الكيميائية       | ?                    | ?                   |
|             | مؤسسة التنمية الدولية              | 24 سبتمبر 1960       | 1 أكتوبر 1980       |
|             | منظمة التجارة العالمية             | 1995                 | ?                   |
|             | وكالة ضمان الاستثمار متعدد الأطراف | 29 أبريل 1988        | 12 يناير 2007       |
|             | الاتحاد البريدي العالمي            | ?                    | ?                   |
|             | الاتحاد الدولي للاتصالات           | 1866                 | 22 نوفمبر 1977      |
|             | منظمة الشرطة الجنائية الدولية      | ?                    | ?                   |
|             | الأمم المتحدة                      | 14 ديسمبر 1955       | 20 سبتمبر 1977      |
|             | البنك الدولي للإنشاء والتعمير      | 27 مارس 1947         | 1 أكتوبر 1980       |
|             | البنك الإفريقي للتنمية             | ?                    | ?                   |

## وصلات خارجية
- موقع وزارة الخارجية الإيطالية